# Uuden Musiikin Kilpailu 2025
Der 14. Uuden Musiikin Kilpailu (UMK, dt. wörtl. ‚Wettbewerb neuer Musik‘) fand am 8. Februar 2025 statt und war der finnische Vorentscheid für den Eurovision Song Contest 2025 in Basel. Als Gewinnerin des Abends ging Erika Vikman mit Ich komme hervor und sie vertritt somit Finnland beim 69. ESC.

## Konzept
Am 3. Juni 2024 bestätigte der finnische Sender Yleisradio (YLE) seine Teilnahme am Eurovision Song Contest 2025. Gleichzeitig gab man bekannt, dass man erneut den UMK als nationalen Vorentscheid nutzen werde.

### Beitragswahl
Zwischen dem 19. und 25. August 2024 konnten Beiträge bei YLE eingereicht werden. Zusätzlich zu den Regularien des Eurovision Song Contest stellte YLE noch folgende Voraussetzungen an die Einreichungen:
- Interpreten dürfen sich mit bis zu drei Liedern bewerben, wobei nur eines teilnehmen kann. Musiker einer Band können mit mehreren Lieder teilnehmen, ebenso Komponisten und Texter.
- Der Beitrag darf nicht bereits bei einem anderen nationalen Vorentscheid eingereicht sein.
- Der Interpret der Demoversion muss auch der Interpret des Beitrags sein.
- Mindestens einer der Interpreten oder Komponisten bzw. Texter muss finnischer Staatsbürger sein bzw. seinen ständigen Wohnsitz in Finnland haben.

Die Einreichungen wurden von einer von YLE ausgewählten Expertenjury begutachtet, welche danach die finalen sieben Teilnehmer auswählte. Insgesamt wurden 485 Lieder eingereicht, was einen absoluten Rekord in der Geschichte des Wettbewerbs darstellt.

### Austragungsort
Wie im vergangenen Jahr wurde der UMK in der Nokia-areena in Tampere ausgetragen.

### Moderation
Am 10. Dezember 2024 wurde bekanntgegeben, dass die Sängerin Sanni und die YLE-Moderatorin Jasmin Beloued gemeinsam den Vorentscheid moderieren werden.

## Teilnehmer
Die Teilnehmer wurden am 8. Januar 2025 vorgestellt. Die Beiträge wurden zwischen dem 9. und 17. Januar 2025 veröffentlicht. Wegen eines Vertragsbruchs wurde die Gruppe One Morning Left am 22. Januar 2025 vom Wettbewerb ausgeschlossen.

## Finale
Das Finale fand am 8. Februar 2025 statt.
| Platz | Startnr. | Interpret        | Lied Musik (M) und Text (T)                                                                       | Sprache           | Übersetzung (inoffiziell) | Jury            | Televoting      | Televoting      | Televoting      | Gesamt          |
| Platz | Startnr. | Interpret        | Lied Musik (M) und Text (T)                                                                       | Sprache           | Übersetzung (inoffiziell) | Jury            | Stimmen         | Prozent         | Punkte          | Gesamt          |
| ----- | -------- | ---------------- | ------------------------------------------------------------------------------------------------- | ----------------- | ------------------------- | --------------- | --------------- | --------------- | --------------- | --------------- |
| 1     | 6        | Erika Vikman     | Ich komme M/T: Chisu, Jori Roosberg                                                               | Finnisch, Deutsch | –                         | 68              |                 | 41,04 %         | 362             | 430             |
| 2     | 3        | Goldielocks      | Made Of M/T: Ella Mäntynen, Lauri Mäntynen, Topi Kilpinen                                         | Englisch          | Gemacht aus               | 74              |                 | 25,96 %         | 229             | 303             |
| 3     | 4        | Viivi            | Aina M/T: Antti Riihimäki, Emma Johansson, Joonas Keronen, Lauri Halavaara, Viivi Korhonen        | Finnisch          | Immer                     | 38              |                 | 11,34 %         | 100             | 138             |
| 4     | 5        | Nelli Matula     | Hitaammin hautaan M/T: Kaisa Korhonen, Antti Riihimäki, Nelli Matula, Iiro Paakkari, Arttu Istala | Finnisch          | Langsam ins Grab          | 50              |                 | 9,98 %          | 88              | 138             |
| 5     | 2        | Neea River       | Nightmares M/T: Ilkka Wirtanen, Neea Jokinen, Petri Alanko                                        | Englisch          | Albträume                 | 24              |                 | 6,80 %          | 60              | 84              |
| 6     | 1        | Costee           | Sekaisin M/T: Jussi Tiainen, Teemu Javanainen, Tomi Tamminen                                      | Finnisch          | Verwirrt                  | 40              |                 | 4,88 %          | 43              | 83              |
| –     | –        | One Morning Left | Puppy M/T: Johannes Naukkarinen                                                                   | Englisch          | Welpe                     | Disqualifiziert | Disqualifiziert | Disqualifiziert | Disqualifiziert | Disqualifiziert |

 Disqualifiziert